# Esan Ozenki
Esan Ozenki (en català: «Digues-ho fort» o «Crida-ho fort») va ser una discogràfica del País Basc activa entre 1991 i 2001, arribant a editar 200 referències. Va ser fundada pel grup musical Negu Gorriak. Quan el grup es va dissoldre definitivament el 2001, va dissoldre també Esan Ozenki. Després d'una reorganització, es va convertir en Metak, incloïa el subsegell dedicat a grups internacionals Gora Herriak, que al seu torn es va reconvertir en AlterMetak.

## Història
La discogràfica va aparèixer en el panorama musical basc el 1991, quan Negu Gorriak va decidir apostar per l'autogestió i autoedició. Van crear així Esan Ozenki, en principi ideada per a editar el seu propi material i el de grups bascos que cantessin en euskera i amb els quals tinguessin certa afinitat política.
En la seva manera de funcionament, el grup es va fixar en petits segells independents com Dischord, Factory Records o Alternative Tentacles. El funcionament, per tant, era horitzontal i assembleari. No hi havia pagaments per còpia venuda, sinó que els beneficis es repartien al 50% entre la discogràfica i el grup. Esan Ozenki es feia càrrec de les despeses d'enregistrament, producció i masterització, així com de la promoció.
Per a la distribució van emprar distribuïdores independents per tot Europa, Japó, Llatinoamèrica i Estats Units. El nom Esan ozenki és el títol de la primera cançó del primer àlbum de Negu Gorriak, que al seu torn al·ludia a la cançó de James Brown Say It loud / I'm black and I'm proud («Digues-ho fort / Sóc negre i estic orgullós»).
Encara que la seva estratègia primigènia era difondre i potenciar l'ús de l'euskera en la música, aquesta es va veure superada el 1994, quan van crear el subsegell Gora Herriak («Visca els pobles»), amb el qual van editar material de grups que no cantaven en euskera, internacionalitzant així el seu catàleg. Les primeres referències del subsegell van ser Todos Tus Muertos i Banda Bassotti.
Quan Negu Gorriak va guanyar el judici contra Enrique Rodríguez Galindo, els membres del grup van decidir reorganitzar la companyia. L'excusa era contundent: Esan Ozenki havia sorgit com un braç més de Negu Gorriak. Si el grup se separava, la companyia també. Així, quan Negu Gorriak es van separar definitivament el 2001, la companyia es va reorganitzar com Metak, i el subsegell Gora Herriak en AlterMetak. Finalment, la companyia Metak va tancar el 31 de gener de l'any 2006 per problemes econòmics.

## Artistes

### Esan Ozenki + Metak
| - 2Kate - Akauzazte - Ama Say - Anari - Anestesia - Baldin Bada - BAP!! - Basque Electronic Diaspora - Betagarri | - Beti Mugan - Danba - Deabruak Teilatuetan - Debekatua - Delirium Tremens - Dut - EH Sukarra - Etsaiak - Fermin Muguruza | - Fermin Muguruza eta Dut - Jabier Muguruza - Jauko Barik - Joxe Ripiau - Kashbad - King Mafrundi - Kortatu - Les Mecaniciens - Lif | - Lin Ton Taun - Lisabö - Negu Gorriak - Π L.T. - Ruper Ordorika - Selektah Kolektiboa - Skunk - Su Ta Gar - Xabier Montoia |

### Gora Herriak + AlterMetak
- Antón Reixa
- Aztlan Underground
- Banda Bassotti
- Garaje H
- Hechos Contra el Decoro
- Inadaptats
- Lumumba
- Nación Reixa
- Todos Tus Muertos
- Wemean
- Zebda